# Nazarin
Nazarin (Originaltitel: Nazarín) ist ein mexikanischer Film von Luis Buñuel aus dem Jahr 1958, der im folgenden Jahr erstmals im Kino ausgestrahlt wurde. Er basiert auf dem gleichnamigen Roman von Benito Pérez Galdós aus dem Jahr 1895.

## Handlung
Nachdem der Priester Nazarín sich aufopfernd um die bei einer Messerstecherei schwer verletzte Hure Andara und deren von Liebeskummer geplagte Freundin Beatriz gekümmert hat, verbietet die Kirche ihm fortan die Abhaltung des Gottesdienstes. Daraufhin legt Nazarín das Priestergewand ab und lebt fortan als Wanderbettler. Eines Tages begegnet er erneut den beiden Freundinnen Andara und Beatriz, die sich ihm aus Bewunderung anschließen. Doch deren Hingabe ist nicht von Dauer und bald ist Nazarín erneut auf sich allein gestellt.

## Kritik
„Nazarín erlebt sein Gethsemane in einem Provinzgefängnis. All seine guten Taten wenden sich zum Schlechten. Am Ende geht es allen schlechter als zuvor. Er hat die Welt nicht verbessern können. Der Weg zur Hölle ist mit guten Vorsätzen gepflastert.“